# Żyto krzyca
Żyto krzyca, żyto świętojańskie (Secale montanum Guss.) gatunek z rodziny wiechlinowatych. W dzikim stanie spotykany w basenie Morza Śródziemnego. Roślina wieloletnia o cienkiej i długiej słomie i wąskim kłosie.
Obecnie krzyca jest uprawiana w celach pastewnych. Dawniej była często uprawiana dla ziarna na miejscach po świeżo wytrzebionym lesie. Praktyki takie stosowano, zwłaszcza na terenach górskich m.in. w Beskidach, jeszcze na początku XX w. Po wypaleniu na porębie pozostałych pniaków i gałęzi w następnym roku sadzono na niej ziemniaki, a w kolejnym siano owies i krzycę równocześnie. Owies zbierano w jesieni, a zasiew krzycy pozostawał do zbioru w trzecim roku. Kazimierz Sosnowski w monografii Beskidu Małego z 1924 r. pisał: Krzyca jest to osobliwy gatunek żyta, lubującego się w próchnicy i tak plennego, że z jednego ziarna wyrasta kilka, kilkanaście, nawet i więcej ździebeł, do wzrostu jednak potrzebuje ona dwóch lat; zżynanie dojrzałego owsa nic jej pędom nie szkodzi, późną jesienią można nawet jej pędy kosić na paszę dla bydła; ziarno daje krzyca chude; chleb z niego czarny, lecz dobry. 
Pierwsze wzmianki o krzycy umieszczone są w tekstach Syreniusza (XVI wiek). Jej dokładny opis sporządził ksiądz-przyrodnik Jan Krzysztof Kluk w XVIII wieku. Nazywał krzycę żytem norweskim lub szwedzkim. W Polsce uprawiana była do dwudziestolecia międzywojennego w Beskidzie Małym, przede wszystkim z przeznaczeniem na paszę dla zwierząt gospodarskich. Obecnie spotykana jest głównie na terenie Podhala, Kujaw i Pomorza, jako zboże paszowe, a na Lubelszczyźnie, jako produkt ekologiczny do wytwarzania mąki pełnoziarnistej.
Krzyca jest odporna na trudne warunki atmosferyczne. Może rosnąć na glebach ubogich odżywczo. Ziarno jest bogate w jod, magnez, fosfor oraz fitoestrogeny. Nadaje się do przyrządzania pieczywa, naleśników, makaronów, pierogów, słodkich ciast i regionalnych klusek orawskich.